# Christian Hahn
Christian Hahn (* 1969 in Nürnberg) ist ein zeitgenössischer deutscher Maler.

## Leben
Von 1989 bis 1993 studierte Hahn an der HAW Hamburg Illustration (Diplom 1993). 1993 bis 2001 belegte er ein Studium an der Hochschule für bildende Künste Hamburg bei Olav Christopher Jenssen und Werner Büttner. Er erhielt ein Diplom 1999 und war  Meisterschüler 2001. Hahn lebt  in Hamburg.

## Werke
Christian Hahn entwickelte aus einer ungegenständlichen Malerei, die stark von Sampling geprägt war, eine Malerei mit einem figurativen Ansatz. Unterschiedliche Stilelemente oder Wirklichkeitsebenen stoßen in seinen Arbeiten aufeinander und verdichten sich zu einem ornamentalen System.
„Die Bilder haben jedenfalls etwas mit Ablagerungen zu tun, mit einem Formenvokabular, das sich angehäuft hat und abgetragen werden muss. Und natürlich mag ich die Räumlichkeit, die in den Bildern über die Staffelung der Motive entsteht. Eine Art Sogwirkung entsteht, die den Betrachter anzieht...“
Die Situationen, die Hahn heraufbeschwört, sind meist von einer starken Dynamik erfüllt. Gezielte Staffelung von Darstellungsinhalten und der ausschnitthafte Einblick in die Szenerie leiten den Blick des Betrachters in die Tiefe.
„Spieler und Kämpfer unserer Tage lässt Christian Hahn in seinen Gemälden auftreten... Alles raumgreifende Vorgänge, Handlungen voller Dynamik und Körpereinsatz. Doch Hahn setzt seine Helden in der Fläche des Bildes fest.“
Hahn gehört zur ersten Generation von Künstlern, die von digitalen Medien geprägt ist. Eine Reflexion dieser findet sich in seinem Werk wieder. Gegensätze wie natürlich-künstlich werden malerisch herausgearbeitet und zu einem visuell verlockenden aber kritischen Werk formuliert.

## Preise/Stipendien
- 2001: Arbeits- und Atelierstipendium der Stadt Berlin-Spandau
- 2005: Else-Heiliger-Fonds der Konrad-Adenauer-Stiftung

## Öffentliche Sammlungen
- Sammlung zeitgenössischer Kunst der Bundesrepublik Deutschland/Bonn,
- Sammlung Denver Art Museum, Denver, USA,
- Hamburger Kunsthalle, Hamburg
- Sammlung Essl, Wien, Österreich,
- Kunsthalle Recklinghausen, Recklinghausen
- Sammlung Falckenberg, Hamburg

## Ausstellungen (Auswahl)
- 1993 Tschuwaschisches Nationalmuseum, Tscheboksary, Russland
- 1994 Kunstverein Hamburg
- 1995 Stadtgalerie Bozen, Italien
- 2001 Galerie für zeitgenössische Kunst Leipzig
- 2003 Hamburger Kunsthalle,”Standpunkte”, Hamburg
- 2004 Palazzo Turtur, Perspektive 04, Molfetta, Italien
- 2005 Kunstmuseum Bonn, Dorothea von Stetten Kunstpreis, Bonn
- 2005 Fraktale IV, Thema „Tod“, Palast der Republik, Berlin
- 2005 Galerie der Gegenwart, „Geschichten Erzähler“, Hamburg
- 2006 Kunstverein Dortmund Kunsthalle d. Hypo-Kulturstiftung, „Malerei d. Gegenwart“, München
- 2007 Stadtgalerie Kiel, „Paint-o-mania“ Kunstsammlung Essl, Wien
- 2008 Deutsche Botschaft Peking, China
- 2009 Ostholstein Museum, Eutin
- 2009 Denver Art Museum, „embrace“, Denver, USA
- 2010 Kunstverein Münsterland
- 2012 Bastion Kronprinz, Berlin-Spandau
- 2015 Galerie Art Supplement Göttingen
- 2016 salondergegenwart, Hamburg
- 2017 Denver Art Museum, „Collection“, Denver, USA
- 2021 Galerie Art Supplement Göttingen